# Eugeniusz Baziak
Eugeniusz Baziak (Tarnopol, 8 de març de 1890 – Varsòvia, 15 de juny de 1962) va ser arquebisbe de Lviv i administrador apostòlic de Cracòvia.
Baziak va ser rector del Seminari Clerical a Lwów. Des de 1933 va ser bisbe auxiliar i, des de 1944, arquebisbe de Lwów. El 1951, després de la mort del cardenal Adam Stefan Sapieha, es va convertir en l'administrador apostòlic de l'arxidiòcesi a Cracòvia .
En la seva condició d'administrador apostòlic de Cracòvia, va recomanar al Papa Pius XII la promoció del pare Karol Wojtyla (el futur Papa Joan Pau II), que era llavors sacerdot a l'arxidiòcesi de Cracòvia, al càrrec de bisbe auxiliar d'aquesta arxidiòcesi. Es diu que aquesta recomanació es va fer en termes tan sòlids que la Santa Seu va fer el nomenament sense consultar-ho ni tan sols amb el Primat de Polònia, Stefan Wyszyński, com era habitual. En lloc d'això, Wyszyński va rebre un avís del Vaticà que simplement havia d'informar mossèn Wojtyła del nomenament i demanar-li la seva acceptació.
Eventualment, el bisbe Wojtyła succeí Baziak a Cracòvia després de la mort de Baziak el 1962.